# Валя-Педурій
Валя-Педурій (рум. Valea Pădurii) — село у повіті Муреш в Румунії. Входить до складу комуни Валя-Ларге.
Село розташоване на відстані 290 км на північний захід від Бухареста, 39 км на захід від Тиргу-Муреша, 38 км на південний схід від Клуж-Напоки.

## Населення
За даними перепису населення 2002 року у селі проживали 214 осіб, з них 213 осіб (99,5%) румунів. Усі жителі села рідною мовою назвали румунську.